# Vlag van Oudenaarde
De vlag van Oudenaarde werd door de gemeenteraad op 29 juni 1992 officieel vastgesteld als de gemeentelijke vlag van de Oost-Vlaamse gemeente Oudenaarde. Op 6 oktober 1992 werd hij door het Bestuur van Vlaanderen bevestigd en uiteindelijk gepubliceerd op 21 juni 1994 in het officiële Belgisch Staatsblad.
Officieel wordt de vlag beschreven als:
Zes even hoge banen van rood en van geel, met een zwarte, rood geklauwde en getongde leeuw over alles heen.
De vlag is volledig gebaseerd op het gemeentewapen en ziet er dus helemaal hetzelfde uit. De leeuw zijn ontleend uit de Vlaamse vlag.

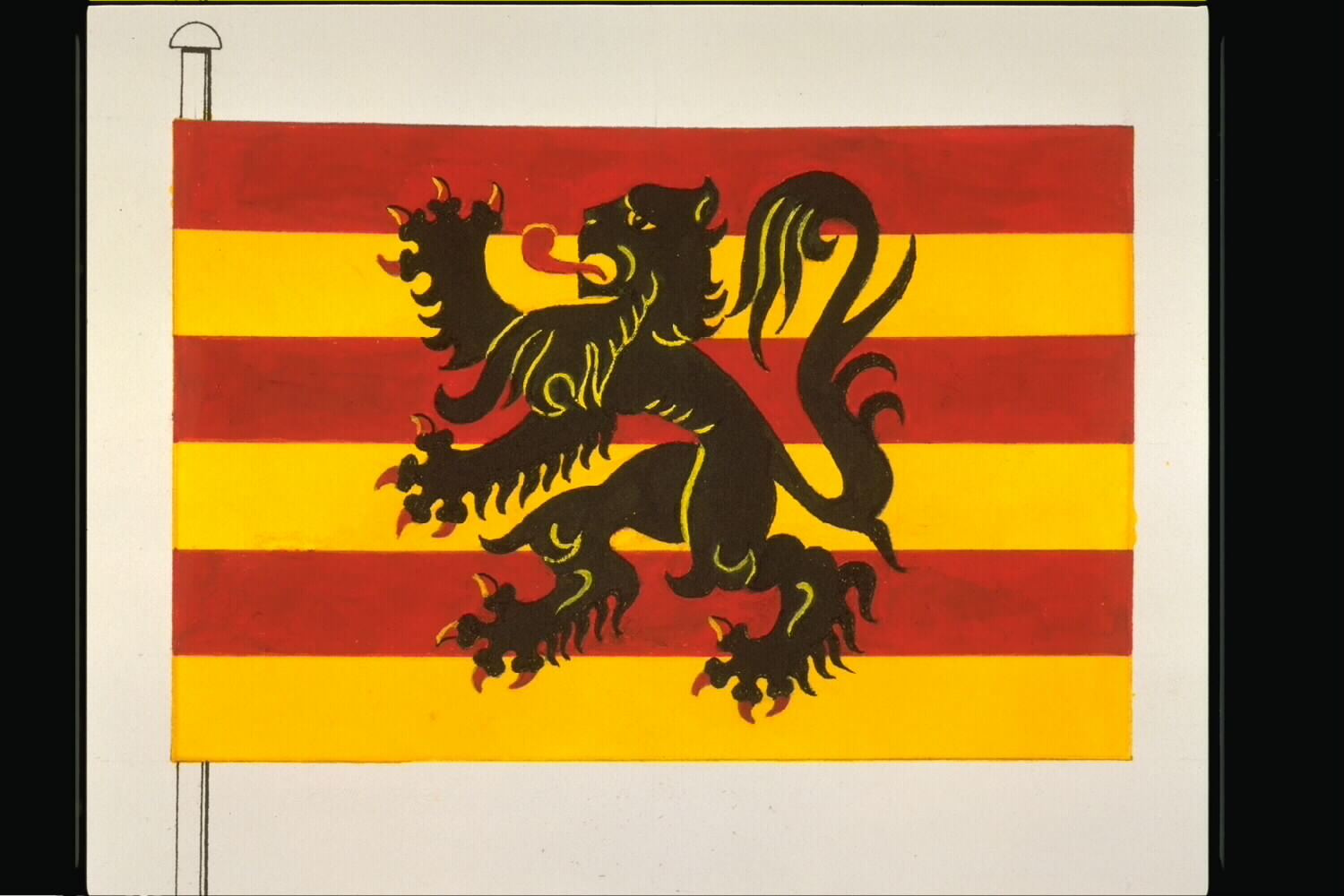
Officiële tekening van de vlag
Vlag van Vlaanderen